# Diomédé (fille de Phorbas)
Pour les articles homonymes, voir Diomède (homonymie).
Dans la mythologie grecque, Diomédé ou Diomède (en grec ancien Διομήδη / Diomếdê) est la fille du roi de Lesbos Phorbas, concubine d’Achille,,. Eustathe la nomme « Diomédéia », tout comme Dictys de Crète qui développe le personnage : il conte sa capture sur l’île de Lesbos par Achille, son amitié pour sa sœur de lait Hippodamie ou Briséis, et l’amour de Patrocle pour elle. Elle apparaît comme un personnage secondaire dans un tableau de Polygnote représentant l’embarquement de Ménélas, exposé à Delphes et décrit par Pausanias.